# Vitimosphex vividus
Vitimosphex vividus (лат.) — ископаемый вид мелких сфекоидных ос из семейства Angarosphecidae из отложений мелового периода (нижний мел, Аптский ярус, Yixian Formation, около 125 млн лет). Китай (Liutiaogou, Dashuangmiao, Ningcheng County, Chifeng City, Внутренняя Монголия).

## Описание
Мелкие осы, длина менее 1 см (длина головы 1,5 мм; ширина головы 1,5 мм; длина усика 4 мм). Передние крылья: вершина ячейки 3r узко округлённая на некотором расстоянии от края крыла; 1m-cu около основания ячейки 2rm; 2m-cu соединяется с ячейкой 3rm около 2r-m; ячейка 1mcu длиннее ячейки 2cua. Брюшко округлое. Вид был впервые описан по отпечаткам из ископаемых отложений, обнаруженным в северном Китае (Внутренняя Монголия).